# 杰罗姆 (新斯科舍)
杰罗姆 （法語：或，约1830年代—1912年4月15日）是于1863年9月8日在新斯科舍省迪格比桑迪湾海滩上发现的一名身份不明男子的名字。他被发现时，双腿已自膝盖上方被截掉。被当地人询问时，他几乎没有说任何话，这表明他不会说英语或法语。当被问及他的名字时，他喃喃自语说着一个类似于“Jerome”的词，所以当地人用这个名字称呼他。

## 被发现
他被一个名叫乔治·科林·奥尔布赖特的8岁男孩发现，并被带到位于迪格比·诺克村的奥尔布赖特家中，以恢复健康。杰罗姆的两条腿在膝盖上方被截肢，有证据表明这是由熟练的外科医生完成的。当他被发现时，伤口只愈合了一部分，并且仍然被包扎着。他还患有感冒和冻伤。
许多渴望更多地了解他的人参观了他的病床，发现他不能或不想理解英语、法语、拉丁语、意大利语或西班牙语。 他显然并不喜欢这些好奇的旁观者，并像狗一样对陌生人吼叫。人们注意到，他的手过于柔软，并不像体力劳动者。他的外表被描述为地中海人种。
尽管奥尔布赖特一家努力试图养活他，但杰罗姆还是挨家挨户地被交给村民寄养了一段时间，直到以浸礼宗为主的迪格比·内克社区从他的外表认为他一定是天主教徒，并把他送到邻近的梅特根法语社区。新斯科舍省政府还投票决定每周提供两美元的特别津贴，以支持杰罗姆。社区继续试图打破他相对的沉默，杰罗姆被派去和让·尼古拉住在一起，尼古拉是一个科西嘉逃兵，讲几种语言。杰罗姆在尼古拉家又待了七年，深受尼古拉的妻子和他的继女的喜爱。
尼古拉的妻子去世后，他回到了欧洲，杰罗姆与另一对科莫夫妇住在梅特汉附近的圣阿方斯·德·克莱尔。科莫夫妇利用杰罗姆的名声，收取入场费让外地游客去看这个神秘人，但杰罗姆似乎并不介意，一直呆在那里，直到1912年4月15日去世。

## 可能的解释
有人认为，杰罗姆是一名水手，他可能企图兵变，因而受到截肢的惩罚。另一种说法是，他本是一笔遗产的继承人，但被流放，为其他人寻求他的遗产让路。
杰罗姆在产生语音方面的困难可能与脑损伤有关，最有可能是布若卡氏区，大脑中调节语音的部分，导致杰罗姆无法用任何可以理解的语言说话。 这可能解释了杰罗姆发出声音，但不能说人类语言。
杰罗姆在新斯科舍省的大众文化中发挥了巨大的作用，已经有人写了几本关于此案的书。1994年，导演菲尔·科莫发布了一部关于杰罗姆的故事片，名为《杰罗姆的秘密》（Le secret de Jérôme）。这部电影由前加拿大残奥会运动员丹尼斯·拉帕尔姆饰演杰罗姆，获得了15个全球奖项。
2008年，新斯科舍省雅茅斯的历史学家小弗雷泽·穆尼出版了一本名为《杰罗姆：解开新斯科舍省沉默的弃儿之谜》的书。在这本书中，穆尼为这个人的神秘起源提供了一个说法。他报告说，在芬迪湾的另一边，在新不伦瑞克省的希普曼，在杰罗姆出现前的1859年，据报道，一名年轻的意大利人因伐木事故坠落河冰中，他的双腿都出现了坏疽，他们不得不被当地医生截肢。在这里，他被称为“甘比”，可能是因为他醒来时一直叫“gamba”，意大利语的意思是“腿”。然而，甘比成为了奇普曼人民的负担，有传言说，一名路过的大篷船长得到了报酬将他送走。船长可能只是航行到海湾的另一边，前往新斯科舍省，把他扔到了桑迪湾。 穆尼的叙述一直备受争议。另一名作家诺亚·里奇勒称这本书的内容是臆测的、虚构的。而有关于甘比的官方政府文件和几位当代目击者表示，甘比和杰罗姆是同一个人。

### 相关书籍
- Mooney, Fraser. . Halifax, N.S: Nimbus. 2008. ISBN 978-1-55109-686-5.